# Carl Hornemann

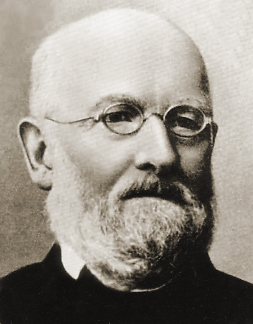
Carl Hornemann

Carl Hornemann oder Karl Hornemann (geboren 29. März 1811 in Hannover; gestorben 13. Dezember 1896 ebenda) war ein deutscher Chemiker, Fabrikant,
Kunst-Verleger Politiker und Senator. Er gilt als Gründer der späteren Pelikan AG.

## Leben
Carl Hornemann wurde während der sogenannten „Franzosenzeit“ im Königreich Westphalen geboren als Sohn des Malers, Zeichenlehrers und Kupferstechers Christian Friedrich Hornemann, der in der Altstadt von Hannover im Haus Knappenort 828 eine eigene Kupfer-, und Steindruckerei sowie einen Farbenhandel betrieb. Hornemanns jüngerer Bruder Friedrich Adolf wurde 1813 in Hannover geboren und später Maler und Lithograf.
Hornemanns Vater unterrichtete unter anderem die Kinder des späteren Königs Georg V.
Nach dem Studium der Chemie an der Polytechnischen Schule in Hannover sowie derjenigen in München begann er 1832 – der hannoversche Magistrat bescheinigte ihm später 1838 – in Groß Munzel, Künstlerfarben herzustellen. Das Datum gilt zugleich als Gründungsjahr der Künstlerfarben- und Schreibwarenherstellerin Pelikan, einem Zeitraum, in dem der Markt vor allem durch ausländische Produkte beherrscht worden war.
Zu Beginn der Industrialisierung im Königreich Hannover siedelte Hornemann 1842 in seine Geburtsstadt und nunmehrige Residenzstadt über mit Geschäftssitz am Engelbosteler Damm. Mit finanzieller Unterstützung des Pastors an der Marktkirche, Hermann Wilhelm Bödeker, hatte er dort ein Grundstück gekauft und arbeitete anfangs als Geschäftsführer, Arbeiter und Handelsvertreter in einer Person.
Anfänglich wurden die Waren im Erdgeschoss von Hornemanns Wohnhaus produziert und verpackt, während er in einem Nebengebäude ein Laboratorium einrichtete und ein kleiner Schuppen zum Kochen der Tinte diente. Der Unternehmensgründer reiste bis in die Kronländer von Österreich-Ungarn, umwarb regelmäßig Planzeichner, Künstler, Lehrer und Industrielle mit seinen anfangs noch mit englischen Bezeichnungen versehenen Warenproben. Erst später vertrieb er seine Produkte unter eigenen Namen als „Hornemanns Technische Farben.“
Bald erweiterte er seine Produktion um farbige, dann um schwarze Tinten, Tusch- und Ölfarben sowie Firnis, flüssigen Leim und Siegellack
Am 1. August 1855 gliederte Hornemann seinem Unternehmen einen Kunstverlag an, den er jedoch schon am 1. Juli 1861 an C. Schraders Nachfolger veräußerte.
In der Deutschen Frage war Carl Hornemann Anhänger einer kleindeutschen Lösung und 1859 Mitbegründer des Deutschen Nationalvereins. 1863 wurde er zum Bürgervorsteher in Hannover gewählt und wirkte von 1864 bis 1895 mehr als 3 Jahrzehnte als hannoverscher Senator, der in zahlreichen Kommissionen mitarbeitete. Ebenfalls 1863 trat Günther Wagner in das Hornemannsche Unternehmen ein.
Im Jahr der Annexion des Königreichs Hannover 1866 durch Preußen war Senator Hornemann Mitglied einer kleinen Abordnung, die den blinden hannoverschen König Georg V. zum Bleiben bewegen wollte; erfolglos: Georg V. floh – ohne Abdankung und ohne Anerkennung der preußischen Annexion Hannovers – ins Exil nach Wien.
In den Jahren des Deutsch-Französischen Krieges 1870/71 und bis 1872 wirkte Hornemann erstmals als Mitglied des preußischen Abgeordnetenhauses. In diesem Zeitraum veräußerte er seine Firma 1871 an Günther Wagner, womit der eigentliche Aufschwung des Farbenherstellers begann.
1873/74 beziehungsweise 1874 bis 1885 wirkte Hornemann abermals als gewähltes Mitglied des preußischen Abgeordnetenhauses, spätestens 1884 mit der Nummer 8887 auch Mitglied des Deutschen Kolonialvereins
Um 1893 ging Rothert in den Ruhestand. In seinem letzten Lebensjahr 1894 wohnte der Senator a. D., ausgezeichnet mit dem preußischen Roten Adlerorden 4. Klasse, im Haus An der Christuskirche 21. Er starb Mitte Dezember 1896 im Alter von 85 Jahren.

## Ehrungen
- 1964 wurde im hannoverschen Stadtteil Nordstadt ein Teil der Rehbockstraße umbenannt in Hornemannweg.[4]
- 1995 wurde in Hannover der Carl-Hornemann-Weg zwischen den Straßen Immengarten und Günther-Wagner-Allee nach dem Firmengründer benannt.[4]